# Asüna
Pour les articles homonymes, voir Asuna.
Asüna est le nom d'un constructeur automobile d'origine canadienne appartenant au groupe General Motors.
Le constructeur est l'un des deux successeurs de la marque Passport (en), elle cible le même marché.
En 1994, la marque Asüna laisse place à Geo. Elle même absorbée par Chevrolet en 1998.

## Liste des modèles
| Noms      | Année de production | Autres noms                | Image |
| --------- | ------------------- | -------------------------- | ----- |
| Sunrunner | 1993–94             | Chevrolet Tracker          |       |
| Sunfire   | 1993–94             | Isuzu Piazza Isuzu Impulse |       |
| SE/GT     | 1993                | Daewoo LeMans              |       |